# Pladejakke
En pladejakke er en rustningsdel i form af en torsobeskyttelse, der består af metalplader, som er syet eller nittet på indersiden af en stof- eller læder klædningsdragt. Pladejakken har en ganske kort optræden i History of European Armour gennem overgangrustningens æra, under en sektion om det 14. århundrede. Pladejakken blev normalt båret uden over en brynje og sammen med en hjelm.

## Konstruktion
Antallet af plader strækker sig fra 8-10 plader til flere hundrede, alt afhængig af deres størrelse. Pladerne overlapper, men ikke så det hindrer bærerens bevægelse – selv i kamp. Pladejakken minder meget om andre typer af rustninger som f.eks. lamelrustning, skælrustning og brigandinen. I forhold til skælrustning, som har plader på ydersiden, eller splintrustning, hvor pladerne kan sidde både udvendigt og indvendigt, har en pladejakke altid pladerne indvendigt i selve rustningens fundament. Pladejakken adskiller sig mest fra brigandinen pga. de noget større plader. Der er dog mange forskellige udformninger af begge type rustninger, hvor der næsten ikke vil være nogen synlige forskelle.

## Visby rustning
Pladejakken er kendt blandt de historiske re-enactors som "Visby rustning" pga. de arkæologiske fund af netop denne type rustning i Visby, Sverige. 
En af de bedste kilder om pladejakken er massegravene fra slaget ved Visby. Visby pladejakkerne består af mellem 8 og 600 separate plader, der er fastgjort til en bagbeklædning af stof eller læder. 
Massegravene fra et slag i 1361 har afkastet et enormt antal af intakte rustningsfund, som inkluderer 24 bestemte mønstre af pladejakke stilarter. Mange af disse var ældre stilarter, der mindede meget om den tidligere brugte pansrede overkofte.